# Fourrée

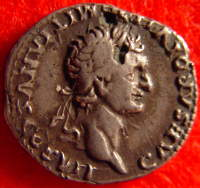
Een fourrée denarius van Domitianus

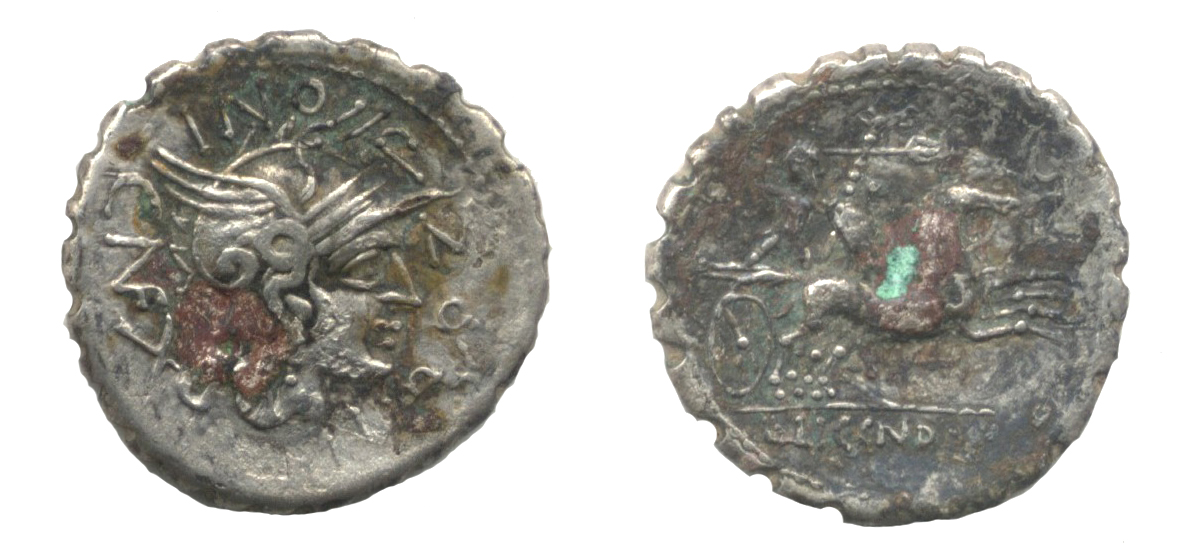
Denarius Serratus - Pomponia 7
Een gekartelde subaeratus

Een fourrée (of four(r)e(e), Frans voor gevuld, Latijn: subaeratus, Grieks: hypochalkos, beide betekenis koper onder) is een munt, vaak een vervalsing, gemaakt van een kern van onedel metaal en bedekt met een laagje edelmetaal, zodat het lijkt op zijn massieve tegenhanger. De term wordt gewoonlijk gebruikt voor oude verzilverde munten, zoals de Romeinse denarius en de Griekse drachme, maar de term wordt ook gebruikt voor andere verzilverde of vergulde munten.
Cicero vermeldt dat M. Marius Gratidianus, een praetor rond 80 v.Chr., alom geprezen werd voor het ontwikkelen van een test om valse munten te ontdekken en uit de roulatie te halen. Gratidianus werd gedood onder Sulla, die zijn eigen anti-valsmunterij wetgeving (lex Cornelia de falsis) introduceerde, waardoor gekartelde randen op munten van edelmetaal verschenen, een maatregel die reeds eerder toegepast werd. Gekartelde denarii, of serrati, met zo'n 20 inkepingen op de rand van de munt, werden geproduceerd om de integriteit van de munt aan te duiden. Deze poging haalde echter weinig uit, aangezien voorbeelden van fourrée serrati gevonden zijn.

## Productie
De productie van fourrées begon bijna gelijktijdig met de productie van de eerste munten in Asia Minor in de 7e eeuw v.Chr.. Deze munten werden gemaakt om winst te behalen door minder edelmetaal te gebruiken dan de gestelde nominale waarde. De gebruikelijke methode om een fourrée te maken was om een muntplaat van koper nemen die was omwikkeld met zilverfolie, deze te verhitten en daarna te slaan met de muntstempel. Als de munt voldoende verhit was en voldoende hard geslagen werd, dan kon er een laag van eutecticum ontstaan (een mengsel van 72% zilver en 28% koper met het laagste smeltpunt van alle mengverhoudingen van de twee metalen), waardoor de lagen versmolten. Soms werd er eutecticum tussen de lagen aangebracht om de hechting te verbeteren. Ontmaskering van het bedrog was vaak het gevolg van slijtage aan de hoogste punten van de munt, of vocht ingesloten tussen de lagen, waardoor de folie gaat bobbelen en dan breken wanneer de kern corrodeert.
Een latere methode om fourrées te maken was door zilver toe te voegen aan het basismetaal nadat de munt geslagen was. Met deze methode werd zelfs nog minder zilver gebruikt, wat belangrijk werd om de valsmunterij winstgevend te houden gezien de geldontwaardingen van de officiële munt. De exacte methode waarmee deze munten verzilverd werden is onduidelijk, mogelijke technieken betroffen onderdompeling in gesmolten zilver, beschilderen van de munt met gesmolten zilver, of de munt bestuiven met zilverpoeder en verhitten totdat het zilver smolt.